# Ramadan Darwish
Ramadan Darwish –en árabe, رمضان درويش– (nacido el 29 de enero de 1988) es un deportista egipcio que compitió en judo.
Ganó una medalla en el Campeonato Mundial de Judo de 2009 y doce medallas en el Campeonato Africano de Judo entre los años 2009 y 2020. En los Juegos Panafricanos consiguió dos medallas en los años 2011 y 2019.

## Palmarés internacional
| Campeonato Mundial  | Campeonato Mundial          | Campeonato Mundial | Campeonato Mundial |
| Año                 | Lugar                       | Medalla            | Categoría          |
| ------------------- | --------------------------- | ------------------ | ------------------ |
| 2009                | Róterdam (Países Bajos)     | Medalla de bronce  | –100 kg            |
| Juegos Panafricanos |                             |                    |                    |
| Año                 | Lugar                       | Medalla            | Categoría          |
| 2011                | Maputo (Mozambique)         | Medalla de plata   | –100 kg            |
| 2019                | Rabat (Marruecos)           | Medalla de oro     | –100 kg            |
| Campeonato Africano |                             |                    |                    |
| Año                 | Lugar                       | Medalla            | Categoría          |
| 2009                | Puerto Louis (Mauricio)     | Medalla de oro     | –100 kg            |
| 2010                | Yaundé (Camerún)            | Medalla de oro     | –100 kg            |
| 2011                | Dakar (Senegal)             | Medalla de oro     | –100 kg            |
| 2012                | Agadir (Marruecos)          | Medalla de oro     | –100 kg            |
| 2013                | Maputo (Mozambique)         | Medalla de oro     | –100 kg            |
| 2014                | Puerto Louis (Mauricio)     | Medalla de plata   | –100 kg            |
| 2015                | Libreville (Gabón)          | Medalla de plata   | –100 kg            |
| 2016                | Túnez (Túnez)               | Medalla de oro     | –100 kg            |
| 2017                | Antananarivo (Madagascar)   | Medalla de plata   | –100 kg            |
| 2018                | Túnez (Túnez)               | Medalla de oro     | –100 kg            |
| 2019                | Ciudad del Cabo (Sudáfrica) | Medalla de plata   | –100 kg            |
| 2020                | Antananarivo (Madagascar)   | Medalla de oro     | –100 kg            |